# Binnenwährung
Eine Binnenwährung ist eine Währung, die im Gegensatz zu den an internationalen Devisenmärkten gehandelten Devisen nicht frei konvertierbar ist. 
Sie dient nur als Zahlungsmittel innerhalb eines Landes oder einer Währungszone, ist aber außerhalb dieses beschränkten Bereiches nicht handelbar. Der Wechselkurs gegenüber anderen Währungen wird in der Regel vom Staat oder dessen Zentralbank festgelegt. Ein Umtausch in andere Währungen kann betragsmäßigen Beschränkungen unterworfen sein. Teilweise ist der Umtausch auch verboten oder nur mit Einzelgenehmigung möglich.
Beispiele für Binnenwährungen sind unter anderem: Dominikanischer Peso, Transnistrischer Rubel, Somaliland-Schilling, Mark der DDR und Nordkoreanischer Won. In Kuba existierte bis 2020 neben dem üblichen nicht konvertierbaren Kubanischen Peso auch noch der (sehr eingeschränkt) konvertierbare Peso convertible. 